# Jacek Gmoch
Jacek Wojciech Gmoch (ur. 13 stycznia 1939 w Pruszkowie) – polski piłkarz i trener piłkarski, teoretyk i analityk futbolu, inżynier, działacz sportowy i polonijny, a także publicysta oraz ekspert i komentator telewizyjny. 
Z drużyną Legii Warszawa dwukrotnie zdobywał Puchar Polski (1964, 1966) i przyczynił się do rozpoczęcia udanego sezonu 1968–69, w którym drużyna zdobyła mistrzostwo Polski. W latach 1962–1968 występował w reprezentacji Polski w piłce nożnej. Po zakończeniu kariery zawodniczej najpierw asystent, a następnie w latach 1976–1978 selekcjoner reprezentacji Polski w piłce nożnej, którą doprowadził do 5. miejsca na Mistrzostwach świata. Od końca lat 70. trener kilku drużyn ligi greckiej, gdzie trenowane przez niego drużyny zdobyły m.in. dwukrotnie mistrzostwo Grecji. W 2010 uznano go za jednego z pięciu najlepszych trenerów w historii ligi greckiej.
Jeszcze podczas kariery piłkarskiej ukończył komunikację na Politechnice Warszawskiej. Potem, w latach 1968–1978 pracownik naukowy Politechniki Warszawskiej. 

## Życiorys
Urodził się w Pruszkowie, gdzie ukończył Technikum Budowlane. Przygodę ze sportem rozpoczął od gry w koszykówkę.

### Kariera piłkarska
Jako piłkarz występował najczęściej w obronie, na pozycji stopera. Pierwszym klubem w jego karierze był Znicz Pruszków (1953–1958), skąd trafił do Legii Warszawa. W barwach warszawskiej drużyny występował w latach 1958–1969, zdobywając dwukrotnie Puchar Polski (1964 i 1966) oraz zdobył Mistrzostwo Polski w 1969. 
W reprezentacji Polski wystąpił 29 razy (1962–1968).
Karierę zawodniczą zakończył 17 sierpnia 1968 meczem Kadra PZPN – „Express”, oglądanym przez 30 tys. widzów (mecz zorganizowany przez dziennikarzy „Expressu Wieczornego”). Kadrowicze do drużyny „Expressu” byli wybrani przez kibiców poprzez głosowanie w ankietach. Reprezentację Expressu prowadził trener Górski. Selekcjonerem kadry PZPN był Ryszard Koncewicz. Na początku spotkania bramkarz Marian Szeja niefortunną interwencją złamał Gmochowi nogę. Było to wielostopniowe złamanie, przedwcześnie kończące karierę utalentowanego zawodnika.

### Kariera trenerska

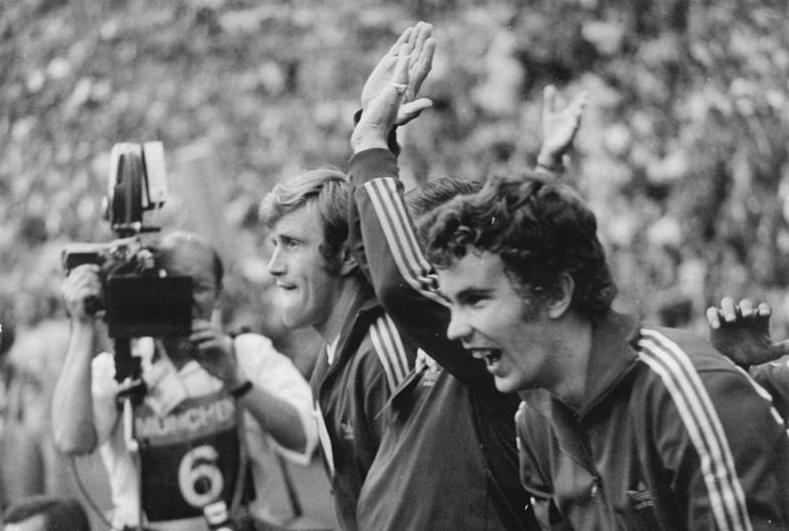
Jacek Gmoch (pierwszy z lewej) podczas meczu Polska-Brazylia (1:0) decydującym o 3. miejscu na Mundialu 1974

Po zakończeniu kariery piłkarskiej rozpoczął pracę jako trener. Zaczynał jako asystent Edmunda Zientary w Legii (1969–1971). Współautor, opracowanej w 1970 we współpracy z mgr Wojciechem Skoczkiem (Uniwersytet Warszawski) oraz mgr Stanisławem Więckowskim (Szkoła Główna Planowania i Statystyki), koncepcji drogi poprawy polskiej piłki nożnej na arenie międzynarodowej. Opracowanie to zostało przekazane za pośrednictwem jednego ze śląskich piłkarzy do rąk Edwarda Gierka. Członek zarządu PZPN 1971–1975 oraz wiceprezes sekcji młodzieżowej. Od 1971 oddelegowany, jako współpracownik Kazimierza Górskiego (wygrane eliminacje do igrzysk olimpijskich; złoty medal olimpijski 1972 w Monachium, wygrane eliminacje MŚ 1974 i zajęcie 3. miejsca na MŚ 1974 w RFN). Jako działacz i współpracownik pracował społecznie bez żadnego wynagrodzenia. Był twórcą tzw. „banku informacji” (bank informacji powstał w marcu 1971 przy okazji meczów Legii z Atlético Madryt) oraz był prekursorem metod naukowych w piłce nożnej. Trener-koordynator Zagłębia Sosnowiec (1972–1973). W Zagłębiu wywindował drużynę z ostatniego 14. miejsca jesienią, na 10. miejsce na koniec sezonu (najlepsza drużyna wiosny), czym uratował dla klubu najwyższą klasę rozgrywkową. Następnie zaproszony przez Legię do współpracy (Legia poprosiła uczelnię Jacka Gmocha o pozwolenie na pracę w klubie). Jako trener-koordynator Legii Warszawa uratował klub przed spadkiem do II ligi oraz zdobył z tym klubem Puchar Polski. Prowadził w USA polonijną drużynę Falcons Filadelfia.

#### Mecz na Wembley
Nazajutrz po meczu opuścił zgrupowanie i nie poleciał do Dublina na mecz z Irlandią. 18 października 1973 w samolocie zakomunikował ówczesnemu prezesowi PZPN wyłączenie się, z przyczyn zawodowych (praca na uczelni), ze sztabu szkoleniowego kadry narodowej, o czym poinformował dziennikarzy po wylądowaniu na lotnisku w Warszawie.

### Reprezentacja Polski
W sierpniu 1976 został następcą Kazimierza Górskiego na stanowisku trenera reprezentacji Polski. Wygrał eliminacje do MŚ 1978 i tym samym awansował do finałów mistrzostw świata w Argentynie w 1978, gdzie drużyna zajęła 5. miejsce. Po mundialu poprowadził reprezentację w dwóch meczach: wygranym towarzyskim z Finlandią w sierpniu 1978 i wygranym 2:0 meczu eliminacyjnym do mistrzostw Europy z Islandią, po czym został odwołany przez futbolową centralę. Jako trener reprezentacji w 27 występach zaliczył: 17 zwycięstw, 3 remisy, i 7 przegranych.

#### Późniejsza kariera szkoleniowa
W następnych latach pracował za granicą. W 1979 prowadził norweski Skeid Fotball. Później przez wiele lat trenował (z sukcesami) drużyny greckie i cypryjskie: PAS Janina (1979–1981) – uratowany od spadku i 5. miejsce, Apollon Ateny (1981–1982), AE Larisa (1982–1983 – wicemistrzostwo Grecji 1983 – pierwszy w historii sukces drużyny prowincjonalnej), Panathinaikos AO (1983–1985) – mistrzostwo Grecji 1984, wicemistrzostwo 1985, 1/2 finału Pucharu Mistrzów (błąd sędziego przy stanie 0:0 nie uznał bramki „Koniczynek” i porażka z Liverpoolem), Pucharu Grecji 1984, AEK Ateny (1985–1986) wicemistrzostwo, ponownie Larisa (1986–1988. Mistrzostwo Grecji 1988 to sukces tym większy, że po raz pierwszy i jak dotąd ostatni drużyna spoza „wielkiej czwórki” w Grecji zdobyła to trofeum), Olympiakos SFP (1988–1989) – wicemistrzostwo Grecji (1989), Aris FC (1990–1991), APOEL Nikozja (1991–1993) – mistrzostwo kraju, puchar, i gra w Lidze Mistrzów w sezonie 1992–1993; superpuchar, znów Larisa (1993), Athinaikos AS (1994–1995), Ethnikos Pireus (1995), APOEL Nikozja (1996–1997) – superpuchar, i awans do Pucharu UEFA, AO Ionikos (1997–1998), PS Kalamata (1998–1999) – mistrzostwo w II i awans do I ligi, Panionios GSS (1999), FC Kalamata (2001), ponownie Ionikos Pireus (2002–2003), który uratował przed spadkiem.
W lutym 2010 wybrany w Grecji jednym z pięciu najlepszych trenerów w historii greckiej ligi piłkarskiej (plebiscyt z okazji pięćdziesięciolecia profesjonalnej ligi piłki nożnej w Grecji). W głosowaniu uznany został najlepszym trenerem lat 80.
15 listopada 2010 ponownie został mianowany tymczasowym trenerem Panathinaikosu.

### Kariera naukowa
Z wykształcenia magister inżynier komunikacji ze specjalizacją budowy dróg i mostów, absolwent Politechniki Warszawskiej. Pracownik naukowy Politechniki Warszawskiej Zakładu Budowy Dróg i Mostów w latach 1968–1978. Był wtedy asystentem prof. Zenona Wiłuna i prof. Zbigniewa Grabowskiego. Absolwent warszawskiej AWF (1975) ze specjalizacją piłki nożnej; uzyskał tam licencję trenerską II klasy. Był to pierwszy przypadek ukończenia tej uczelni eksternistycznie (dzięki posiadaniu już wcześniej tytułu magistra). W latach 1975–1976 stypendysta doktorant Politechniki Warszawskiej oraz fundacji Copernicus Society of America, której założycielem i prezesem był Edward Piszek. W tym czasie na University of Pennsylvania The Wharton School (równorzędna z Harvard czy Economic School of London) prowadził analizy przepływu wody gruntowej zanieczyszczonej odpadami z destylacji ropy naftowej, ale też projekt dotyczący piłki nożnej – miał za zadanie znalezienie algorytmu matematycznego do wykorzystania przy piłkarskiej elektronicznej metodzie statystycznej. Jacek Gmoch, jako założyciel bazy informacji, zgromadził ogromną liczbę arkuszy z obserwacji meczów piłkarskich różnych klas (począwszy od lig krajowych po olimpiady i mistrzostwa świata), które dały możliwość przewidywania wyników piłkarskich. Projekt dawał możliwość zastosowania rachunku prawdopodobieństwa w przewidywaniu wyników sportowych. Spotkał się on z aprobatą władz uczelni, które na stworzenie takiego punktu do analizy dla krajów arabskich przyznały na ten cel budżet, aby kontynuować prace nad tym projektem. Stypendysta doktorancki Politechniki Warszawskiej w Norges Geotekniske Institutt w Oslo 1978–1979.

## Inne

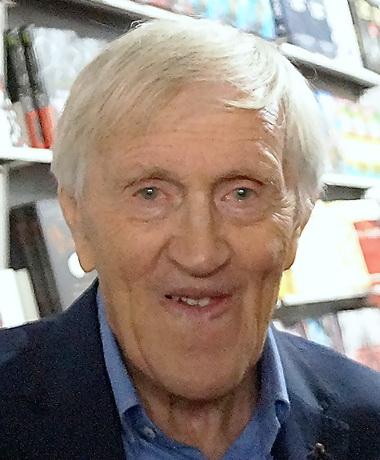
Jacek Gmoch (2018)

Guest Coach of USSF – United States Soccer Federation – grudzień 1975 na obozie licencyjnym w Orlando, USA, gdzie prowadził wykłady dla przyszłych trenerów.
Był członkiem rady nadzorczej MKS Pruszków (sekcja koszykówki od 2002), a później także prezesem tego klubu.
W czasie studiów wstąpił do Polskiej Zjednoczonej Partii Robotniczej, której członkiem był do jej rozwiązania (1990).
Działacz sportowy, w latach 2001–2004 pełnił obowiązki attaché olimpijskiego polskiej reprezentacji olimpijskiej na igrzyskach olimpijskich w Atenach w 2004. Działał również (jako wiceprezes i prezes zarządu) w CWKS Legia Warszawa (mniejszościowy udziałowiec Legii Warszawa). Do 18 marca 2009 przewodniczący rady nadzorczej spółki Legia Warszawa SSA.
Od kilku lat pracuje jako telewizyjny komentator sportowy, między innymi dla Polsatu (MŚ Japonia/Korea Płd. 2002, ME Francja 2016), TVP (ME Portugalia 2004, MŚ Niemcy 2006, ME Polska/Ukraina 2012, MŚ Brazylia 2014), grecka ERT (ME Austria/Szwajcaria 2008 i MŚ RPA 2010).
W latach 1974–1978 występował w programie dla dzieci i młodzieży Ekran z bratkiem, prowadzonym przez Macieja Zimińskiego, ucząc w nim młodzież techniki gry w piłkę nożną i właściwych dla młodzików metod treningowych.
Autor książki Alchemia futbolu, którą opracował (z Tadeuszem Olszańskim). Książka stała się bestselerem (100 000 egzemplarzy oraz dodruk). Opisywała ona wiele nowatorskich pomysłów piłkarskich, a niektóre z rozdziałów do dziś są jak najbardziej aktualne. W Grecji wydał w 1985 książkę Exi chronia sto Ellada, czyli Sześć lat u Grecji (tytuł celowo przekręcony, nakład 10 tys. egzemplarzy). Opisał w niej głównie kulisy swoich pierwszych sześciu lat sukcesów w Grecji. W 2018 roku ukazał się wywiad-rzeka zatytułowany Najlepszy trener na świecie, którego współautorami są Arkadiusz Bartosiak i Łukasz Klinke (wywiadowcy.pl). Książka podsumowuje jego życie i dokonania sportowe.
Dziennikarz, felietonista. Jest współpracownikiem „Piłki Nożnej”, „Przeglądu Sportowego”, „Wprost”, „Polityki”, a także „Forum Trenera”.

## Wyróżnienia
W 1974 został odznaczony Krzyżem Kawalerskim Orderu Odrodzenia Polski za wyniki sportowe. Postanowieniem Prezydenta Rzeczypospolitej Polskiej z dnia 24 marca 2005 został odznaczony Krzyżem Komandorskim Orderu Zasługi Rzeczypospolitej Polskiej za wybitne zasługi w rozwijaniu polsko-greckiej współpracy (od 1993 jest prezesem Stowarzyszenia Współpracy i Przyjaźni Polsko-Greckiej).
Fundacja, której został prezesem, ufundowała cegiełkę dla PKOl-u, co również uczynił wraz z całą rodziną prywatnie.
Za zasługi dla greckiego futbolu nadano mu w specjalnym, honorowym trybie obywatelstwo Grecji.
W 2021 był uhonorowany Diamentową Odznaką PZPN, nagrodę wręczył prezes federacji Zbigniew Boniek.

## Sukcesy piłkarskie
Jako piłkarz:
Legia Warszawa:
- Mistrzostwo Polski: 1969
- Wicemistrzostwo Polski: 1960, 1968
- Puchar Polski: 1964, 1966

Jako trener:
Reprezentacja Polski:
- Mistrzostwo Olimpijskie (asystent) – 1972
- 3. miejsce w Mistrzostwach Świata (asystent) – 1974
- 5. miejsce w Mistrzostwach Świata – 1978

Panathinaikos AO:
- Mistrzostwo Grecji – 1984
- Wicemistrzostwo Grecji – 1985
- półfinał Pucharu Europy – 1985
- Puchar Grecji – 1984

AE Larisa:
- Mistrzostwo Grecji – 1988
- Wicemistrzostwo Grecji – 1983

APOEL Nikozja:
- Mistrzostwo Cypru – 1992
- Puchar Cypru – 1993
- Superpuchar Cypru – 1993, 1997

AEK Ateny:
- Wicemistrzostwo Grecji – 1986

Olympiakos SFP:
- Wicemistrzostwo Grecji – 1989

PS Kalamata:
- awans do Alpha Ethniki – 1999